# 奧利弗·馬拉克
奧利佛·馬拉克（Oliver Marach，1980年7月16日—），奧地利職業網球運動員（1998年—），截至目前最高單打排名為世界第82，雙打排名為第2。他曾参加2016年夏季奥林匹克运动会，结果在双打项目闯入八强。

## 生涯雙打冠軍 (8)
| 奪得雙打冠軍賽事                               |
| 大滿貫賽事（0次冠軍）                          |
| ATP年終賽（大師盃）/ 世界巡迴總決賽（0次冠軍） |
| ATP大師系列賽/ 世界巡迴大師賽 1000（0次冠軍）  |
| ATP黃金國際巡迴賽 / 世界巡迴賽 500 (2次冠軍)   |
| ATP國際巡迴賽 / 世界巡迴賽 250（6次冠軍）      |

| 次數 | 日期          | 巡迴賽             | 場地     | 搭擋            | 決賽對手                          | 比分              |
| 1.   | 2007年9月17日 | 羅馬尼亞布加勒斯特 | 紅土     | 米哈伊爾·梅提亞 | 馬丁·加西亞 塞巴斯蒂安·普列托     | 7-62, 7-68        |
| 2.   | March 1, 2008 | 墨西哥阿卡普尔科   | 紅土     | 米哈伊爾·梅提亞 | 阿古斯丁·卡萊里 路易斯·奧爾納     | 6-2, 62-7, [10-7] |
| 3.   | 2009年4月12日 | 摩洛哥达尔贝达     | 紅土     | 盧卡斯·古博特   | 西蒙·阿斯博林 保羅·亨利           | 7-64, 3-6, [10-6] |
| 4.   | 2009年5月10日 | 塞爾維亞貝爾格勒   | 紅土     | 盧卡斯·古博特   | 尤漢·布朗斯娃 簡-朱利安·路查      | 6-2, 7-63         |
| 5.   | 2009年11月1日 | 奧地利維也納,      | 室內硬地 | 盧卡斯·古博特   | 尤利安·克诺夫莱 于爾根·梅爾策     | 2-6, 6-4, [11-9]  |
| 6.   | 2010年2月6日  | 智利聖地亞哥       | 紅土     | 盧卡斯·古博特   | 波蒂托·斯塔拉切 霍拉西奧·澤巴洛斯 | 6-4, 6-0          |
| 7.   | 2010年2月27日 | 墨西哥阿卡普尔科   | 紅土     | 盧卡斯·古博特   | 法比奧·福尼尼 波蒂托·斯塔拉切     | 6-0, 6-0          |
| 8.   | 2010年5月8日  | 德國慕尼黑         | 紅土     | 聖地亞哥·文圖拉 | 艾瑞克·比托瑞克 米夏埃爾·科里門   | 5-7, 6-3, [16-14] |

## 外部連結
- 官方网站（英文）（德文）
- 奧利弗·馬拉克（英文/西班牙文）的官方資料
- 奧利弗·馬拉克的國際網球總會 職業／青少年 官方資料（英文）
- 奧利弗·馬拉克的官方資料（英文）